# Mine de mont Polley
La mine de mont Polley est une mine d'or et de cuivre située près des villes de Williams Lake et de Likely, en Colombie-Britannique (au Canada). Elle se compose de deux sites à ciel ouvert avec une composante minière souterraine et est détenue et exploitée par la société minière du mont Polley, une filiale en propriété exclusive d'Imperial Metals Corporation. En 2013, la mine a produit une production de 17 463 835 kg de cuivre, 1 299,06 kg d'or et 3 515,31 kg d'argent. L'usine a commencé ses activités en 1997 et a une durée de vie actuelle de la mine jusqu'en 2026.[réf. nécessaire] La société minière possède 201,13 km2 de propriété près des lacs Quesnel et Polley où elle a des baux miniers et des opérations sur 20,07 km2 et des claims sur 181,06 km2. Le minerai traité est livré par camion au port de Vancouver.
En mars 2012, les réserves estimées de la mine étaient de 87,3 millions de tonnes de cuivre à 0,292 %, de 0,302 gramme par tonne d'or et de 0,407 gramme par tonne d'argent. La mine est en état d'entretien et de maintenance jusqu'à ce que le prix de l'or, du cuivre et de l'argent devienne plus économiquement viable. La société minière du mont Polley vise une réouverture en septembre 2021 pour répondre à la demande mondiale de cuivre et d'or. Elle estime que la réouverture de la mine créera 300 emplois locaux.

## Exploitations minières
Lorsqu'elle est en exploitation, la mine de mont Polley déplace de 80 000 à 90 000 tonnes de matériaux par jour depuis la mine. Il s'agit de 20 000 tonnes de minerai.
La mine de mont Polley ne nécessite pas de main-d'œuvre hautement qualifiée pour les opérations et les embauches et les trains des communautés locales de Big Lake, Horsefly et aussi loin que Quesnel et Williams Lake. La plupart des travailleurs viennent des communautés proches de la mine.

### Minéraux
La mine de mont Polley détermine ce qui est considéré comme du minerai et ce qui est considéré comme un déchet en utilisant le forage et le dynamitage. Le minerai est ensuite trié selon les dosages des boulets de soufflage. Les sulfures de haute valeur sont transportés vers un concasseur pour être traités à l'usine sur place. La chalcopyrite et la bornite sont les principaux minéraux cuprifères de valeur à la mine mont Polley.

### Traitement
Pendant l'exploitation, la mine de mont Polley traite 20 000 tonnes de minerai par jour. Pendant le traitement, ce minerai est envoyé pour le concassage, la réduction de la taille et la flottation de mousse.

### Or et cuivre
Lors de l'analyse, la valeur du cuivre et la valeur de l'or dans le minerai sont déterminées et une valeur monétaire par tonne est attribuée au matériau. Lorsque cette valeur dépasse un seuil particulier, les travailleurs commencent à traiter le matériau.
Par la suite, le matériau est traité dans un broyeur où les minéraux sont flottés. En particulier, les minéraux de cuivre et d'or flottent et sont ensuite concentrés. Ce processus, appelé valorisation, crée un matériau concentré qui contient environ 23 % de cuivre. L'or est également capturé dans le concentré.

### Transport
La mine de mont Polley expédie du matériel, concentré par flottage, par camion à Vancouver lorsqu'il est envoyé à l'étranger à des acheteurs qui ensuite fondent et raffinent le matériel.

### Personnel
Pendant l'exploitation minière, la mine de mont Polley utilise quatre équipes. Il y a une équipe de jour et une équipe de nuit qui durent chacune douze heures. Environ 370 travailleurs effectuent ces quarts de travail pendant sept jours et bénéficient ensuite de sept jours de congé. Environ cinquante employés comprennent des administrateurs, des superviseurs, des opérateurs d'entrepôt, des ingénieurs, des géologues, des essayeurs, du personnel technique et des ressources humaines.

## Géologie
La minéralisation de la mine de mont Polley est classée comme un gisement de cuivre-or de porphyre alcalin. Les gisements sont situés dans la fosse Quesnel, un arc volcanique mésozoïque dans le segment canadien de la Cordillère nord-américaine. La minéralisation de métaux précieux dans les deux gisements du mont Polley se trouve dans le stock felsique de la période Jurassique-Trias. La minéralisation en cuivre-or se trouve dans des brèches de crépitement et d'inclusion.

## Histoire

### Pré-développement
L'extraction de placers – l'extraction de minéraux dans le lit des cours d'eau – était une pratique courante dans la région depuis le milieu du XIXe siècle.
Le gisement de minerai du mont Polley a été découvert à la suite d'une étude magnétométrique aéroportée réalisée par le gouvernement canadien en 1964 qui a détecté une lecture significative pour la carte arpentée dans la région de Polley Mountain. En explorant plus loin, Karl Springer a découvert un gisement de porphyre alcalin la même année.
Quintana Resources a prospecté la région en 1976, découvrant de nombreux blocs de roches flottantes en cuivre, mais a laissé son droit à la propriété expirer en 1978. En 1980, E&B Exploration a acheté la propriété de Highland Crow, une filiale de Teck. Au début des années 1980, le potentiel d'extraction de l'or sur le site a été exploré en raison de la hausse du prix mondial de la matière première.
La première étude de faisabilité du site a été achevée en 1991 et les premiers permis de développement du gisement ont été approuvés la même année. Le financement d'Imperial Metals n'était cependant pas encore en place.

### Ouverture de la mine
En 1997, la mine de mont Polley a ouvert ses portes avec la fosse Cariboo étant le premier site développé. L'installation de stockage des résidus a également été construite la même année. En 2010, la partie souterraine de la mine a été construite et les opérations ont été étendues.
Lors d'une fermeture de mine entre 2002 et 2005, un nouvel emplacement appelé « la fosse blanche » a été découvert dans la région nord-est du site. La fosse blanche est située à 1,5 km au nord-est des fosses Cariboo et Bell et a révélé le gisement le plus riche du site (dix millions de tonnes de cuivre à 0,9 %). La distance entre la fosse blanche et la fosse Cariboo a nécessité un nouveau permis.
À la suite de la découverte de la fosse blanche, après une exploitation minière souterraine supplémentaire, un autre site a été découvert et développé appelé « Martel ».

### Rupture du barrage
L'installation de la mine de mont Polley a subi une rupture de barrage et un déversement de résidus miniers qui a commencé le 4 août 2014, libérant son eau et ses boues dans le lac Polley. Le déversement a inondé le lac Polley, créant un bouchon au ruisseau Hazeltine, et s'est poursuivi dans le lac Quesnel et la rivière Cariboo à proximité.

## l'Assainissement de l'environnement

### Gestion et traitement de l'eau
Le plan de gestion de l'eau à long terme pour le site minier de mont Polley a été approuvé par un décideur indépendant du ministère de l'Environnement et devrait être pleinement en place d'ici l'automne 2017 et remplacera le plan de gestion de l'eau à court terme qui est en place depuis le 30 novembre 2015.
La société minière du mont Polley a présenté sa demande officielle de modification de permis, qui comprenait le plan de gestion de l'eau à long terme et le rapport d'évaluation technique à l'appui, en octobre 2016. Les documents ont fait l'objet d'une vaste consultation publique, y compris les Premières Nations et les communautés locales. La demande a également fait l'objet d'un examen technique complet par le Comité d'examen du développement minier de Cariboo (CMDRC), qui comprend des représentants d'organismes provinciaux et fédéraux, des Premières Nations, des gouvernements locaux (ville de Williams Lake et le district régional de Cariboo) et de la communauté de Likely.
La société minière du mont Polley traite l'eau du site minier avec la technologie d'usine de traitement de l'eau de Veolia avant de la rejeter dans le lac Quesnel. La turbidité de l'eau est surveillée à des intervalles de quinze secondes et la qualité de l'eau est évaluée au lac Quesnel dans le cadre du Plan global de surveillance environnementale de la société minière du mont Polley. Environ 15 000 m3 d'eau du site sont déversés dans le lac Quesnel par jour. Ce chiffre est inférieur au seuil de 29 000 m3 autorisé en vertu du permis de la société minière. Les eaux du lac Quesnel, de la rivière Quesnel, du lac Polley et du ruisseau Hazeltine sont régulièrement surveillées par le ministère de l'Environnement,,,,.

### La chronologie de l'assainissement
La société minière du mont Polley a investi plus de 70 millions de dollars dans les efforts d'assainissement depuis la rupture du barrage en 2014. Aucun financement gouvernemental n'a été dépensé pour les travaux de nettoyage ou de réparation sur le site. La stratégie de restauration et de remédiation a été réalisée en quatre étapes : réduction des impacts, évaluation environnementale post-brèche, évaluation sanitaire et environnementale à long terme, et mise en œuvre de travaux axés sur la remédiation pour prévenir les impacts environnementaux et sanitaires et améliorer l'état des zones touchées par la violation.

#### 2014
En août, la société minière du mont Polley a soumis un plan d'érosion provisoire et un plan de contrôle des sédiments pour atténuer l'érosion continue et le transport de sédiments en aval, pour contrôler le débit supplémentaire de la zone de résidus et pour améliorer la qualité de l'eau qui se déverse dans le lac Quesnel. Au début de septembre 2014, une berme pour empêcher la propagation des résidus était presque terminée et des travailleurs ont été licenciés, environ quarante des quelque trois-cents travailleurs de la mine ont demandé la réouverture de la mine. Un porte-parole du ministère des Mines a déclaré que les opérations nécessiteraient des permis et des approbations et ne pourraient avoir lieu qu'après un examen rigoureux. La première phase de la stratégie de restauration et d'assainissement a mis en œuvre des travaux visant à réduire l'effet environnemental sur le lac Quesnel.

#### 2015
En juin 2015, le rapport d'évaluation de l'impact environnemental post-événement a été publié dans le cadre de la deuxième phase de la stratégie. Le rapport a été soumis par Golder Associates à la société minière du mont Polley pour déterminer les implications physiques, biologiques et chimiques six à huit mois après la rupture du barrage. Le rapport détaille les mesures prises par la société minière du mont Polley pour stabiliser l'installation de stockage des résidus en créant deux bermes rocheuses à l'intérieur de l'installation, pour fournir un accès sûr au ruisseau Hazeltine en réduisant l'élévation du lac Polley derrière le point de blocage causé par le rejet des effluents des résidus. , et d'arrêter les apports de l'installation de stockage des résidus. Des spécialistes, des scientifiques et des ingénieurs en environnement ont été embauchés pour étudier l'impact du déversement du parc à résidus. Cette équipe a étudié où les effluents de résidus miniers se déposaient sur le sol et dans les milieux aquatiques environnants, en particulier comment le fond du lac Quesnel a été affecté et comment les structures des ruisseaux Hazeltine et Edney avaient changé. Les études chimiques ont étudié les modifications du sol, de l'eau et des sédiments, tandis que les études biologiques se sont concentrées sur l'effet de la vie végétale et animale aquatique, en particulier celles au niveau de la couche sédimentaire. L'évaluation biologique a également étudié le biote dépendant du sol dans les régions entourant les lacs Quesnel et Polley.
Le rapport d'évaluation a déterminé neuf domaines nécessitant une surveillance continue pour déterminer des stratégies localisées pour les efforts d'assainissement dans chaque emplacement. Ces zones comprenaient l'installation de stockage des résidus, le bouchon Polley (une zone de blocage entre l'effluent des résidus et le lac Polley), le lac Polley, le ruisseau Hazeltine supérieur, le canyon Hazeltine, le ruisseau Hazeltine inférieur, l'embouchure du ruisseau Edney, le lac Quesnel et la rivière Quesnel.
Le rapport a conclu que le lac Polley, le ruisseau Hazeltine et une petite partie du lac Quesnel ont été physiquement touchés par la rupture du barrage à résidus. Les tests chimiques sur le mélange de résidus ont été déterminés comme étant relativement inertes, bien qu'il ait été constaté qu'une concentration plus élevée de cuivre était contenue dans l'effluent par rapport à avant la brèche. Des tests biologiques ont révélé que le cuivre contenu dans les sédiments du lac et dans l'eau n'était pas toxique pour la vie aquatique. L'analyse des niveaux de cuivre dans le sol a déterminé un niveau supérieur aux normes provinciales pour la protection des invertébrés et des plantes, mais à des niveaux bien inférieurs aux normes provinciales pour la protection de la santé humaine. L'analyse en eau profonde a révélé que le cuivre était à des niveaux inférieurs à la recommandation provinciale pour la qualité de l'eau. Malgré les niveaux de cuivre présents en raison de la présence dans les résidus, le rapport a déterminé qu'il était peu probable qu'il soit rejeté des résidus et, par conséquent, des effets indésirables ont été jugés peu probables.
La restauration du rivage du ruisseau Hazeltine a commencé à créer un débit d'eau stable et à amorcer la restauration des poissons et des habitats fauniques associés. Cela a été précédé par le nivellement de la plaine inondable et la détermination des caractéristiques physiques des terres des zones entourant le rivage. Une étude du débit visant à déterminer une plage idéale et la moyenne annuelle des habitats naturels a été réalisée avant la construction des déversoirs en pierre et des caractéristiques de l'habitat. La plantation dans la plaine inondable, qui devait se poursuivre au cours des années suivantes, avait également commencé. Des réparations à l'embouchure du cours inférieur du ruisseau Edney ont été achevées, reliant la voie navigable au lac Quesnel. Au printemps 2015, les travaux d'assainissement avaient permis d'installer un nouvel habitat du poisson dans la partie inférieure du ruisseau Edney. Le frai du saumon coho, kokani et sockeye de l'intérieur a été réussi. En mai, un nouveau canal pour Hazeltine Creek a été achevé.
Le 13 juillet 2015, Interior Health, l'autorité régionale de santé publique, a déclaré toutes les restrictions d'eau levées et a déterminé que l'eau provenant du lac Polley et du ruisseau Hazeltine est sans danger pour la consommation et les loisirs du point de vue de la santé. Un examen des échantillons d'eau, de sédiments et de toxicologie des poissons du ministère de l'Environnement n'a révélé aucun risque connu pour la santé humaine.

#### 2016
Une étude détaillée du site a été réalisée par Golder Associates en janvier 2016, conformément au Pollution Abatement Order émis par le ministère de l'Environnement de la Colombie-Britannique. Ces travaux faisaient partie des travaux d'investigation et d'assainissement en cours sur le site de la mine de mont Polley. L'étude détaillée du site a été achevée pour produire un rapport d'évaluation des risques pour la santé humaine (ERSH) et une évaluation des risques écologiques pour le site touché.
La mise à jour du rapport d'évaluation d'impact environnemental post-événement a été réalisée en juin 2015 par Golder Associates.
Les travaux d'assainissement ont été menés parallèlement aux travaux d'enquête effectués par Golder.
L'évaluation des risques pour la santé humaine (ERSH) a été réalisée par Golder Associates dans le cadre des travaux de cette entreprise visant à mettre en œuvre la stratégie d'assainissement de la mine de mont Polley. Le rapport produit détaille les utilisations récréatives et commerciales actuelles du lac Polley, du lac Quesnel et de la rivière Quesnel et de leurs environs, y compris la pêche, la natation, la navigation de plaisance, le kayak, le canoë, le ski nautique, la motoneige et la pêche sur glace. Le rapport a également noté l'utilisation du lac Quesnel comme source d'eau potable pour les résidences voisines. En tant que tel, le rapport a étudié l'effet de la rupture du barrage sur la santé humaine, en particulier les utilisateurs des terres de subsistance, les résidents du lac Quesnel et les utilisateurs des terres à des fins récréatives.
Le rapport de l'ERSH a révélé que le sol, les eaux de surface et l'air ne contenaient pas de contaminants particulièrement préoccupants qui étaient présents ou qui dépassaient les règlements sur les sites contaminés. La couche de sédiments dépassait la norme réglementaire pour le plomb, tandis que la végétation contenait du cuivre et du vanadium, et de l'aluminium, du cuivre et du vanadium étaient présents dans les poissons.
Le rapport HHRA a conclu que les risques étaient faibles pour les utilisateurs des terres de subsistance, les utilisateurs des terres à des fins récréatives, les bûcherons et les travailleurs sur place. De plus, les risques pour la santé humaine associés à la brèche dans le remblai de l'installation de stockage des résidus miniers ont été considérés comme « très faibles ». Les eaux souterraines contenaient des métaux qui dépassaient les normes de l'eau potable, notamment du fer, du manganèse, de l'arsenic, du molybdène et du sulfate. Cependant, aucun puits qui alimente les eaux souterraines n'existe dans le couloir Hazeltine.

#### 2017
Le rapport HHRA a été publié en mai. Le rapport d'évaluation des risques écologiques (ERE) a été publié en décembre et a détaillé le travail effectué par Golder pour comprendre l'importance écologique de la rupture du barrage à stériles de 2014. Le rapport d'ERE a été réalisé en tant que composante de la stratégie d'assainissement de la société minière du mont Polley pour aider à éclairer les travaux de réhabilitation. dans les zones touchées. L'ERE a pris en compte les niveaux de contaminants métalliques dans le sol, l'eau et les sédiments. Les évaluations des risques territoriaux et aquatiques ont été achevées dans le cadre des travaux d'enquête du rapport. Le rapport a révélé des concentrations excessives de cuivre et de vanadium dans le sol, mais il a été déterminé que les résidus ne généraient pas d'acide et étaient peu susceptibles de lessiver des métaux. L'ERE a déterminé la cause de la mort de certains arbres après une brèche et a attribué un effet d'étouffement des racines des effluents de résidus miniers dans la région forestière. Il a été déterminé que les résidus diminuaient l'aération du sol, créant un environnement pauvre pour le biote du sol pour soutenir la croissance et la survie des arbres. La chaîne alimentaire de la faune locale a été modélisée pour déterminer si le cuivre et le vanadium dépassaient les normes. La dose cumulative selon ces modèles a été déterminée comme étant inférieure à un seuil prudent pour la plupart des espèces sauvages. Le rapport a conclu à un faible risque associé à la contamination par le cuivre et le vanadium. La biodisponibilité des métaux a également été déterminée comme étant faible. Dans le cadre de l'évaluation des risques aquatiques, le cuivre et l'arsenic ont été étudiés dans les sédiments, tandis que le cuivre était le contaminant potentiellement préoccupant étudié dans l'eau du lac Polley, du ruisseau Hazeltine, du lac Quesnel et de la rivière Quesnel. Il a été déterminé que les niveaux de cuivre ont diminué en dessous de la recommandation acceptée jusqu'en 2015 dans les lacs et la rivière Quesnel, mais pas dans le ruisseau Hazeltine, qui était le site d'un assainissement et d'une restructuration actifs. Les plantes, les invertébrés de la colonne d'eau et les poissons des lacs Polley et Quesnel ne devraient pas subir les effets à long terme de la violation de 2014, selon le rapport de l'ERA. De même, le risque pour la faune consommatrice de poisson a également été jugé faible. L'écosystème benthique écologique profond a également été considéré comme présentant peu de risque lié au cuivre comme facteur limitant dans le rétablissement de ces organismes au niveau de la couche de sédiments. L'ERE a conclu que les risques écologiques associés aux métaux libérés par la rupture du barrage et le déversement de résidus sont faibles.

#### 2018
Plus de six kilomètres de nouveaux habitats de frai et d'alevinage ont été installés dans la partie supérieure et moyenne du ruisseau Hazeltine. Le frai réussi de la truite arc-en-ciel a ensuite été observé en 2018 et 2019 dans la partie supérieure du ruisseau Hazeltine.

#### 2019
Le plan d'assainissement a été préparé par Golder Associates pour la société minière du mont Polley et a été soumis à la stratégie du ministère de l'Environnement et du changement climatique de la Colombie-Britannique. Il s'agissait de la dernière exigence de l'ordonnance de réduction de la pollution qui a été levée le 12 septembre 2019. La commission d'examen de la mine de mont Polley a déterminé que l'effet environnemental de la rupture du barrage et du déversement de résidus était la perturbation physique des effluents plutôt que chimique. société minière du mont Polley s'est concentré sur la remédiation pour restaurer l'état physique des sites touchés. Les efforts d'assainissement comprennent la plantation continue d'arbres et d'arbustes indigènes de l'écosystème local dans les zones riveraines et les hautes terres le long du ruisseau Hazeltine. Les efforts d'assainissement du mont Polley ont permis de replanter 600 000 arbres et arbustes à ce jour. Le risque de contamination chimique sur le site a été déterminé comme étant faible à très faible pour les environnements terrestres et aquatiques concernés. Les efforts d'assainissement ont également permis de réparer 400 m de rivage au lac Quenels et d'installer de nouveaux habitats du poisson sur ce site. De nouvelles zones humides ont également été installées sur le site à côté de la rupture du bassin de résidus.

### Surveillance, impact et inspection du gouvernement
En 2010, le financement du gouvernement provincial a été coupé pour la gestion des ressources. Avant la rupture du barrage, le mont Polley a été inspecté en 2013, mais pas en 2011 ni en 2012. Bill Bennett, ministre de l'Énergie et des Mines, a déclaré « qu'il n'y a aucune preuve que les inspections manquées du gouvernement étaient liées à la rupture du barrage [en 2014] ».
Selon un résumé d'Imperial Metals déposé auprès d'Environnement Canada en 2013, « il y avait 326 tonnes de nickel, plus de 400 tonnes d'arsenic, 177 tonnes de plomb et 18 400 tonnes de cuivre et ses composés placés dans le bassin de résidus [l'année dernière] ». Lors d'une réunion communautaire le 5 août 2014, le président d'Imperial Metals a déclaré : « Nous effectuons régulièrement des tests de toxicité et nous savons que cette eau n'est pas toxique pour la truite arc-en-ciel. »
L'eau, les sédiments et les poissons des lacs Polley et Quesnel sont surveillés par le personnel du gouvernement de la Colombie-Britannique au ministère de l'Environnement. L'échantillonnage des poissons dans les mois précédant immédiatement le déversement de résidus a révélé des niveaux élevés de sélénium qui dépassent les recommandations pour la consommation humaine, bien que des niveaux élevés d'arsenic et de cuivre ne soient pas considérés comme une menace pour la santé humaine. Ces niveaux étaient similaires aux niveaux trouvés en 2013 avant la rupture des résidus et considérés comme probables en raison de la géologie locale. Des analyses de sédiments près du déversement de résidus ont révélé des concentrations élevées de cuivre, de fer, de manganèse, d'arsenic, d'argent, de sélénium et de vanadium. Pourtant, le gouvernement a déclaré que des tests en mai 2014, avant le rejet des résidus, avaient montré des niveaux élevés des mêmes éléments. D'ici 2016, les tests du ministère de l'Environnement ont déterminé que les niveaux de contamination de la vie aquatique et de l'eau potable du lac Quesnel étaient nuls.
Dans les années qui ont suivi le déversement de résidus, l'étendue de l'impact de l'événement a été largement déterminée. Le ministère de l'Environnement de la Colombie-Britannique assure une surveillance continue de l'eau du pH, de la conductivité, de la turbidité, du total des solides en suspension, du total des solides dissous, du carbone organique total, de la dureté, de l'alcalinité, des nutriments, des ions généraux, des métaux totaux et dissous sur le site.

### Statut d'entretien et de maintenance
Depuis le 31 mai 2019, la mine de mont Polley a été mise en état d'entretien et de maintenance. Les travaux d'assainissement dans les zones touchées par la brèche de 2014 ont été au cœur du personnel de la mine de mont Polley de 2014 à 2019. Bien que les opérations minières de la mine aient affecté, cela n'a pas d'incidence sur les programmes de surveillance et d'assainissement de l'environnement en cours.
Les soins et l'entretien à la mine de mont Polley comprennent la gestion des installations de traitement de l'eau et l'exploitation des systèmes de gestion de l'eau du site, y compris les pompes et les fossés. La mine de mont Polley surveille régulièrement la stabilité de l'installation de stockage des résidus. La mine de mont Polley emploie quinze personnes sur le site alors qu'il fonctionne en état d'entretien et de maintenance.
La société minière du mont Polley a déclaré qu'elle avait l'intention de rouvrir la mine car le prix de l'or rend les opérations minières plus viables.
La société se concentre sur une date de réouverture fin 2021.